# Sint-Michiels
Sint-Michiels (fr. Saint-Michel, Saint-Michel-lez-Bruges; vls. Sinte-Machiels) – dzielnica (deelgemeente) miasta Brugia w Belgii, w Regionie Flamandzkim, w prowincji Flandria Zachodnia, w okręgu Brugia. 1 stycznia 2020 roku liczyła 12 045 mieszkańców. Do 31 grudnia 1970 samodzielna gmina.

## Demografia
Liczba mieszkańców, stan na 1 stycznia:
| Rok                | 1930 | 1947 | 1961 | 2020   |
| ------------------ | ---- | ---- | ---- | ------ |
| Liczba mieszkańców | 3934 | 5444 | 8994 | 12 045 |